# Забой

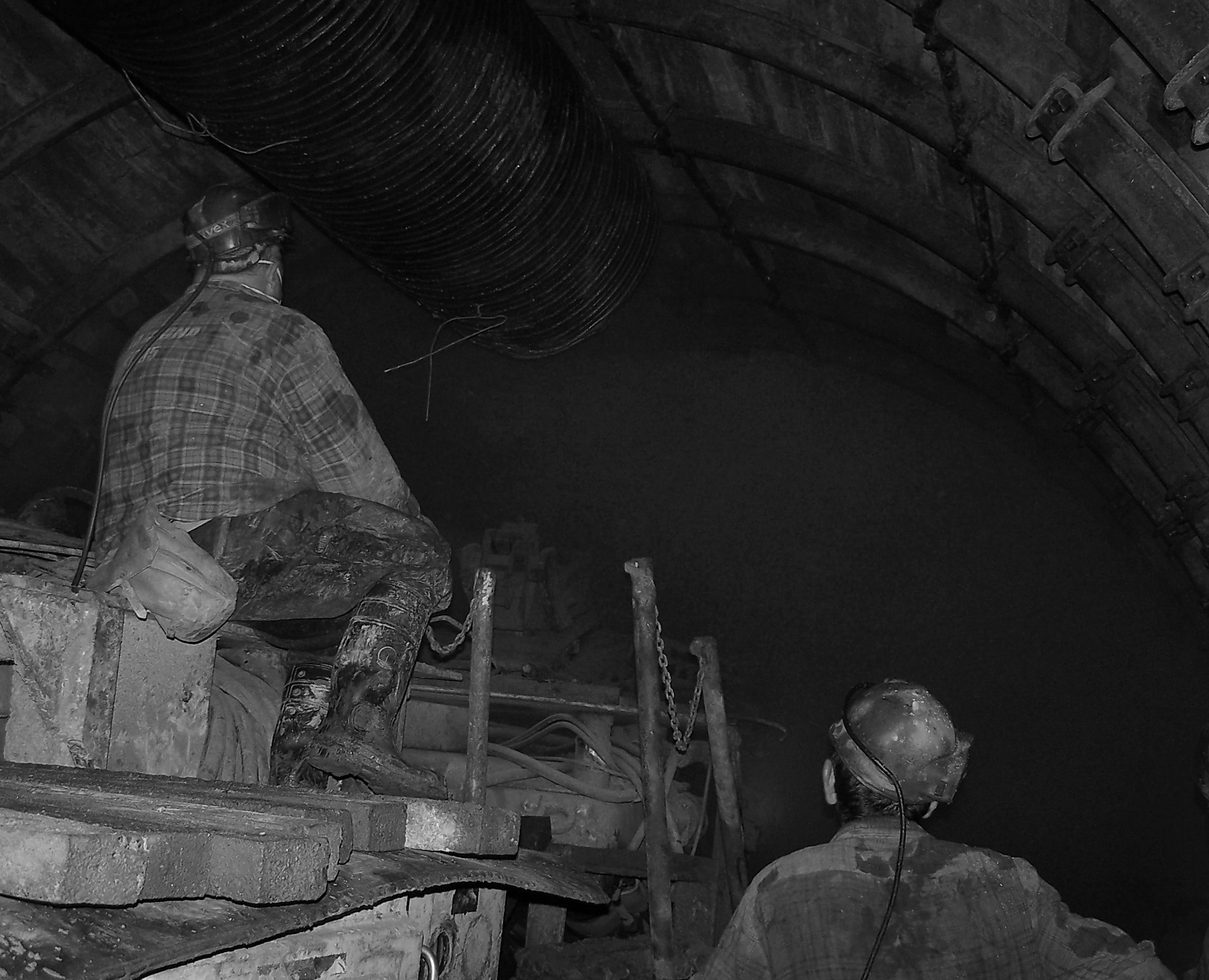
В забое на угольной шахте

Забой (англ. face, нем. Sohle) — поверхность отбитой горной массы (полезных ископаемых или горной породы), которая перемещается в процессе горных работ.

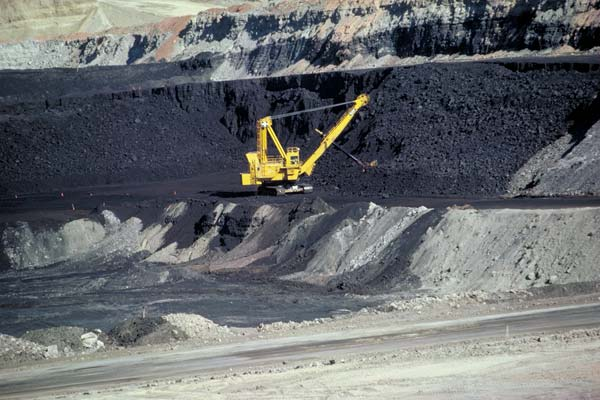
Торцовый забой экскаватора в угольном карьере

## Забой при подземных горных работах

### Очистной забой
Очистной забой — поверхность полезного ископаемого (угольного пласта или рудного тела), откуда производится отделение добываемого полезного ископаемого для дальнейшей транспортировки его на поверхность.
Очистные забои различают по форме:
- прямолинейные
- уступные

По расположению в пространстве и направлению подвигания очистные забои бывают:
- по простиранию
- вкрест простирания
- по падению
- по восстанию
- диагонально простиранию.

Важное значение при эксплуатации очистных забоев имеют их тепловые режимы работы.

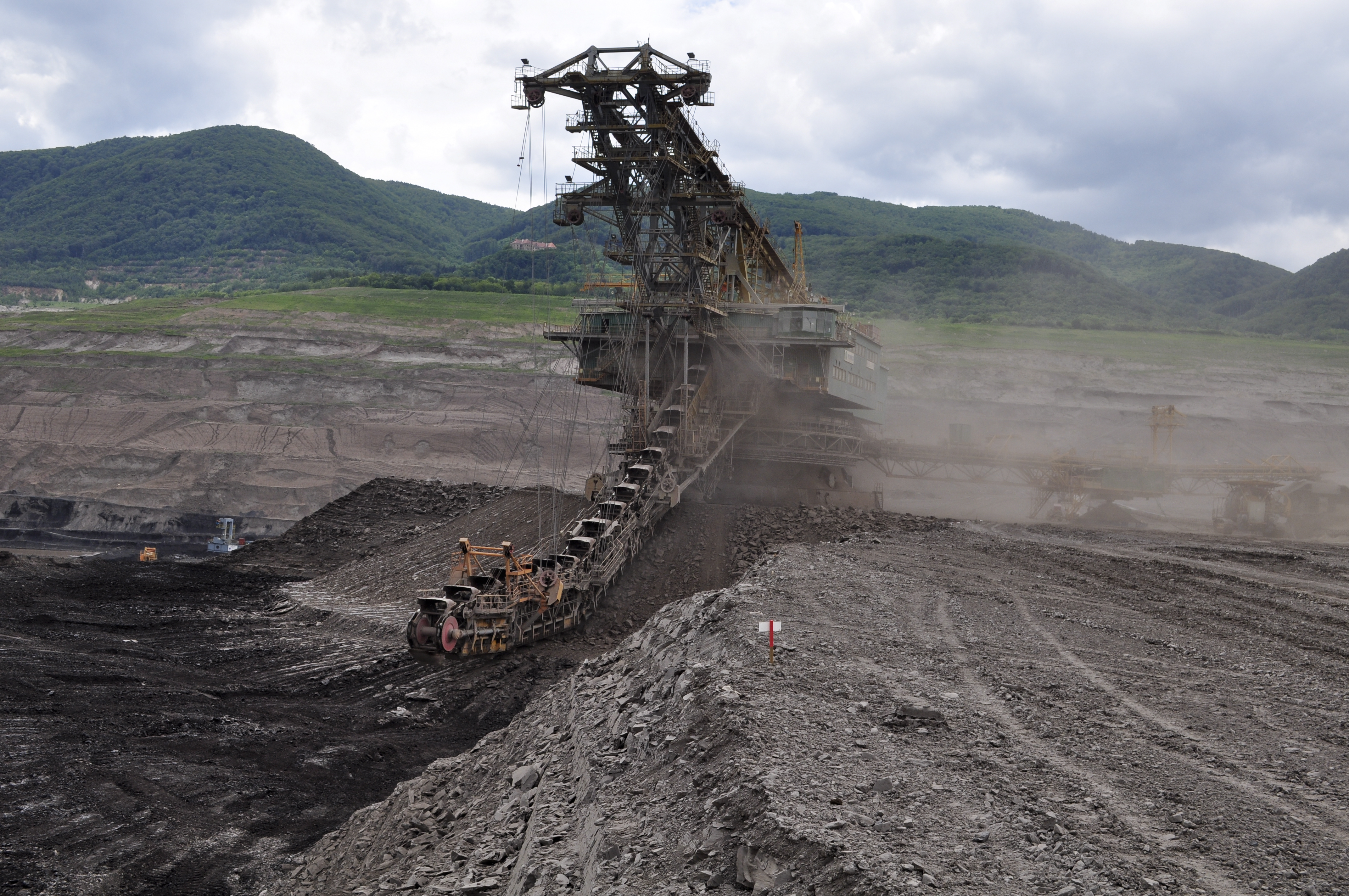
Цепной многоковшовый экскаватор отрабатывает фронтальный забой

### Подготовительный забой
Подготовительные забои создаются для проходки вскрывающих и/или подготовительных горных выработок.

### Забой скважины
В буровых работах забоем скважины является её дно.

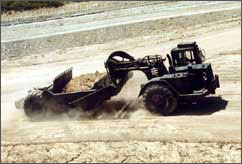
Скрепер на верхней площадке уступа

## Забой при открытых горных работах
При разработке месторождений открытым способом забоем является поверхность рабочего уступа. Выбор той или иной поверхности рабочего уступа в качестве забоя зависит от вида выемочного оборудования, применяемого на открытых горных работах.

### Торцовый забой
Торцовый забой характерен для работы мехлопаты, драглайна, роторного экскаватора.

### Фронтальный забой
Фронтальный забой характерен для цепных многоковшовых экскаваторов.

### Верхняя площадка уступа
Верхняя площадка уступа служит забоем при применении рыхлителей, бульдозеров или колёсных скреперов.